# ميخائيل شو
ميخائيل شو (بالإنجليزية: Michael Shaw)‏ هو لاعب كرة قدم أمريكية أمريكي، ولد في 24 نوفمبر 1989.